# گایزیگ
گایزیگ (به آلمانی: Geisig) یک شهر در آلمان است که در Verbandsgemeinde Nassau واقع شده‌است. گایزیگ ۳۹۷ نفر جمعیت دارد.